# Berel Lang
Berel Lang, född 13 november 1933 i Norwich, Connecticut, är en amerikansk filosof och författare. Han var professor i filosofi vid University of Colorado från 1961 till 1983 och vid State University of New York at Albany från 1983 till 1997.
Berel Lang avlade 1961 doktorsexamen i filosofi vid Columbia University med avhandlingen The Cognitive Significance of Art. Lang har bland annat gjort sig känd för sin forskning om Förintelsen; han har ägnat sig åt teman som intention, ansvar, förlåtelse och hämnd. Lang menar, att Förintelsen inte utgjorde någon historisk anomali; den skedde en gång och kan därför ske igen. Lang har undersökt den orsakskedja som ledde fram till nazisternas folkmord på judarna. Han har även undersökt metaetiska frågor kring Förintelsen som förhållandet mellan historia och minne.